# كتارا للضيافة
شركة كتارا للضيافة Katara Hospitality، المعروفة سابقًا باسم شركة قطر الوطنية للفنادق، هي أكبر مالك ومطور ومشغل للفنادق في قطر. وهي مملوكة للحكومة القطرية. من عام 2016 تمتلك الشركة عقارات في قطر ومصر والمغرب والمملكة المتحدة وفرنسا وإيطاليا وسنغافورة وهولندا والولايات المتحدة وسويسرا وإسبانيا وتايلاند. تمتلك الشركة محفظة من 40 فندقًا في منتصف عام 2019.

## تاريخ الشركة
تأسست الشركة في الأصل عام 1970 باسم قطر الوطنية للفنادق المحدودة (QNH). عام 1973 أصبح فندق ماريوت المعروف آنذاك باسم فندق الخليج والمملوك لشركة QNH، فندق خمس نجوم في البلاد. في عام 1993، تم استبدال هذه الشركة بشركة الفنادق القطرية. في عام 2012، تم تغيير علامتها التجارية تحت شكلها الحالي، كتارا للضيافة. اشتق اسم «كتارا» من التهجئة الشائعة التي استخدمها رسامو الخرائط القدامى لكلمة «قطر». 
تم تسمية كتارا للضيافة «شركة الضيافة الرائدة في العالم» في 2013 و 2014 و 2015، وذلك من جوائز السفر العالمية

## الأعمال
تمتلك الشركة العديد من الفنادق التي تتخذ من قطر مقراً لها، وهناك العديد من المشاريع قيد الإنشاء حالياً. تشمل الفنادق العاملة في قطر المسيلة، منتجع وسبا لاكسوري كوليكشن، الدوحة، فندق موفنبيك الدوحة، شاطئ سيلين، منتجع مروب، قرية ومنتجع الشرق، منتجع ومركز مؤتمرات شيراتون جراند الدوحة، سميسمة، منتجع مروب، سومرست ويست باي. الدوحة، ذي أفينيو، فندق مروب وريتز كارلتون، الدوحة وابراج كتارا.
افتتحت كتارا للضيافة منتجع شيراتون الدوحة وفندق المؤتمرات عام 1982. بالشراكة مع دوري كرة القدم الإسباني الأول (الدوري الإسباني حاليا)، أطلقت كتارا للضيافة أول «صالة لا ليجا» على الإطلاق في منتجع شيراتون في الدوحة في مارس 2017.

### المميزات
في عام 2012، كان لدى كتارا مجموعة من 24 فندقًا. بحلول منتصف عام 2017، زادت الشركة محفظتها إلى 40 فندقًا. 
- قطر: البيت للشقق الفندقية من مروب، المسيلة، منتجع وسبا لاكشري كوليكشن، الدوحة، فندق سيتي جيت، دانا كلوب، منتجع وفيلات هيلتون سلوى بيتش، هوتيل بارك، جوري، فندق مروب، فيرمونت ورافلز الدوحة، لوسيل منطقة المارينا، فندق موفنبيك الدوحة، منتجع شاطئ ريكسوس، جزيرة قطيفان الشمالية، فندق ريكسوس الخليج الدوحة، شاطئ سيلين، منتجع مروب، منتجع وسبا الشرق، فندق ريتز كارلتون، فندق ومنتجع شيراتون جراند الدوحة، سميسمة، مروب منتجع، سومرست ويست باي الدوحة، ذي أفينيو، أحد فنادق مروب، ريتز كارلتون، الدوحة، فندق وشقق ويست هاوس.
- سويسرا: منتجع بورغنستوك ليك لوسيرن، فندق رويال سافوي لوزان، فندق شفايزرهوف - برن.
- فرنسا: كارلتون كان، لو رويال مونسو - رافلز باريس، ميزون ديلانو، ذا بينينسولا باريس
- إيطاليا: فندق Excelsior Hotel Gallia، أحد فنادق Luxury Collection، ميلانو، فندق Westin Excelsior Rome
- المملكة المتحدة: Grosvenor House، A JW Marriott Hotel، The Adria، The Savoy، A Fairmont Managed Hotel
- هولندا: إنتركونتيننتال أمستل أمستردام
- إسبانيا: إنتركونتيننتال مدريد
- المغرب: فيرمونت التازي بالاس، طنجة
- مصر: منتجع رينيسانس شرم الشيخ جولدن فيو بيتش
- تايلاند: Chiva-Som
- سنغافورة: فندق رافلز سنغافورة
- الولايات المتحدة: دريم داون تاون، ذا بلازا، فندق تديره فيرمونت

### الاستثمارات

#### أفريقيا
جاء أول استثمار دولي لشركة كتارا للضيافة في عام 2006، تحت هويتها السابقة، الشركة القطرية الوطنية للفنادق (QNH). في ذلك العام، استحوذت على منتجع رينيسانس شرم الشيخ.
في أبريل 2010، وقعت شركة QNH صفقة مع حكومة جزر القمر لبناء منتجع فندقي بقيمة 70 مليون دولار في جزر القمر. وجاء الاتفاق بعد مؤتمر للمانحين موجه نحو جزر القمر استضافته قطر في مارس 2010.
وقع المغرب و QNH صفقة بقيمة 55 مليون دولار في نوفمبر 2011 لتجديد قصر التازي الواقع في طنجة.
في غامبيا، وقعت الشركة صفقة مع الحكومة الغامبية في أكتوبر 2012 لبناء منتجع بقيمة 200 مليون دولار بجوار بانجول، العاصمة.

#### أوروبا
استحوذت الشركة على فندق Excelsior Hotel Gallia في ميلانو بإيطاليا في عام 2015. إنه جزء من The Luxury Collection. بالإضافة إلى أنها تدير Westin Excelsior Rome.
استثمرت كتارا للضيافة في العديد من العقارات في باريس. تشمل الفنادق التي تمتلكها The Peninsula Paris و Royal Monceau Raffles Paris.
في سويسرا، استثمرت الشركة مليار دولار في تجديد منتجع بورغنستوك بحيرة لوسيرن الذي تملكه.
في هولندا، تمتلك كتارا للضيافة فندق Amstel الذي تديره مجموعة إنتركونتيننتال. 

#### الأمريكتان
استحوذت كتارا للضيافة على الملكية الكاملة لفندق بلازا في مدينة نيويورك في يوليو 2018 بعد شراء حصص ملكية الفندق من Sahara India Pariwar، ومن بن اشكنازي والوليد بن طلال. 

## الشركات التابعة
- مجموعة فنادق مروب
- شركة مشاريع قطيفان